# Bluetooth
El Bluetooth és una especificació industrial per les Xarxes d'Àmbit Personal (PAN, Personal Area Network) sense fil, que bàsicament vol dir que serveix per connectar els dispositius que es porten a sobre o estan a una distància pròxima. Amb el Bluetooth, es pot obtenir una forma de connectar i intercanviar informació entre dispositius com ordinadors de butxaca, telèfons mòbils, ordinadors portàtils, ordinadors, impressores i càmeres digitals a través d'una forma segura, de baix cost a través d'ones de ràdio d'alta freqüència (UHF), de 2.402 GHz a 2.480 GHz. Originalment va ser concebut com una alternativa sense fils als cables de dades RS-232.
El Bluetooth permet a aquests dispositius comunicar-se quan es troben a l'abast, encara que no estiguin a la mateixa habitació, fins a un límit de 100 metres entre ells depenent de la classe de potència del producte. Els productes poden estar disponibles en alguna d'aquestes tres classes de potència:
- Classe 3 (1 mW) és la més rara, i ens permet una transmissió de 10 centímetres a un màxim d'1 metre
- Classe 2 (2.5 mW) és la més comuna i ens permet una distància de fins a 10 metres
- Classe 1 (100 mW) té l'abast més gran, de fins a 100 metres tot i que el consum és més elevat

Bluetooth és administrat pel Bluetooth Special Interest Group (SIG), el qual té més de 35.000 empreses membres a les àrees de telecomunicacions, informàtica, xarxes i electrònica de consum. El IEEE va estandarditzar el Bluetooth com IEEE 802.15.1, però això ja no es manté. El Bluetooth SIG supervisa el desenvolupament de les especificacions, gestiona el programa de qualificacions i protegeix les marques comercials. Per a comercialitzar un dispositiu com a "dispositiu Bluetooth", el fabricant ha de complir amb els estàndards SIG de Bluetooth, i s'otorguen llicències qualificades per als dispositius individuals. L'any 2009, s'enviaven anualment aproximadament 920 milions d'unitat verificades.

## Etimologia
El nom Bluetooth va ser proposat l'any 1997 per Jim Kardach d'Intel, qui va desenvolupar un sistema que permetia que els telèfons mòbils es comuniquessin amb els ordinadors i unificar la comunicació sense fils. Quan va fer la proposta estava llegint la novel·la històrica de Frans Gunnar Bengtsson "The Long Ships", sobre vikings i el rei danès i noruec Harald Blåtand Gormsson del segle x. La traducció a l'anglès del nom Harald Blåtanard és Harald Bluetooth, i es va utilitzar aquest nom perquè va ser un rei conegut per unificar les tribus daneses dissonants i convertir-les en un sol regne cristià; la qual cosa implica que es pot fer un paral·lelisme amb el Bluetooh, que uneix els protocols de comunicació (igual que el rei va unir les tribus).

Logo de Bluetooth

### Logotip
El logotip de Bluetooth combina les runes Hagall i Berkana en color blanc sobre un fons blau, les quals corresponen a les inicials de Harald Blåtland.
- Hagall: runa que representa la lletra H. ᚼ
- Berkana: runa que representa les lletres B o P. ᛒ

## Història
El desenvolupament de la tecnologia de ràdio "d'enllaç curt", més tard anomenada Bluetooth, va ser iniciat l'any 1989 per Nils Rydbeck, el director de tecnologia d'Ericsson Mobile a Lund (Suècia). El propòsit principal era desenvolupar auriculars sense fils, d'acord amb dues invencions de Johan Ullman, SE 8902098-6, emesa el 12 de juny de 1989; i SE 9202239, emesa el 24 de juliol de 1992. Nils Rydbeck va encarregar a Tord Wingren especificacions i a l'holandès Jaap Haartsen i Sven Mattisson el desenvolupament. Ambdós treballaven per Ericsson a Lund. L'any 1990, Jaap Haartsen va ser nominat per la Oficina Europea de Patents per al premi de l'Inventor Europeu. Des de 1997, Örjan Johansson va esdevenir el líder del projecte i va impulsar la tecnologia i la estandardització.
El 1997, Adalio Sánchez, qui per aleshores era el director de IBM ThinkPad, va contactar amb Nils Rydbeck per a col·laborar en la integració d'un telèfon mòbil en un portàtil ThinkPad; va haver enginyers assignats d'Edisson i IBM estudiant la idea. La conclusió va ser que el consum d'energia de la tecnologia dels telèfons mòbils d'aquell moment era massa alt com per permetre una integració viable en un ordinador portàtil i poder aconseguir una duració de bateria adequada. Tot i això, les dues empreses van acordar integrar la tecnologia d'enllaç curt d'Ericsson (Bluetooth), tant en un portàtil ThinkPad, com en un telèfon Ericsson, per així aconseguir l'objectiu. Degut al fet que ni els portàtils IBM ThinkPad, ni els telèfons Ericsson eren els líders del mercat als seus respectius mercats del moment, Adalio Sánchez i Nils Rydbeck van acordar fer de la tecnologia d'enllaç curt un estàndard industrial, per aconseguir el màxim accés al mercat. Ericsson va contribuir amb la tecnologia de ràdio d'enllaç curt, i IBM va contribuir amb patents. Més tard, Adalio Sánchez (d'IBM), va contractar a Stephen Nachtsheim (d'Intel), per unir-se, i després Intel també va contractar a Toshiba i a Nokia. El maig de 1998, es va donar a conèixer el BLuetooth SIG (Grup d'interès Bluetooth), amb IMB i Ericson com a fundadors, i un total de 5 membres: Nokia, Ericsson, IBM, Intel i Toshiba. Més tard, centenars d'empreses d'hi han afegit (com ara One2One, Motorola, Qualcomm, Compaq, Dell, Intel, Microsoft, 3Com Palm, VLSI, Xircom, Psion Dacom i Lucent).
El primer dispositiu Bluetooth per consumidors es va llançar al mercat el 1999. Es tracava d'un auricular mòbil de mans-lliures, el qual va guanyar el "Premi a la millor tecnologia" a COMDEX. El primer telèfon mòbil amb Bluetooh va ser el Ericsson T36, però el que va ser revisat va ser el model T39, el qual va aconseguir arribar a les estanteries de les botigues l'any 2001. Paral·lelament, IBM a l'octubre de 2001 va presentar el IBM ThinkPad A30, el primer portàtil amb Bluetooth integrat.
La implementació de Bluetooth en productes d'electrònica de consum va tenir lloc a Vosi Tecnologies, a Costa Mesa (Califòrnia, Estats Units). Inicialment va ser supervisada pels membres fundadors, Bejan Amini i Tom Davidson. Vosi Technologies havia estat creada pel desenvolupador immobiliari Ivano Stegmenga, amb la patent estatunidenca 6085078 per a la comunicació entre un telèfon mòbil i el sistema d'àudio d'un vehicle. En aquell moment, Ericsson tenia només una petita part de la quota de mercat de la telefonia mòbil, la qual als Estats Units estava dominada per Nokia i Motorola. Degut a les negociacions per un acord de licència amb Motorola a finals de la dècada de 1990, Vosi no va poder revelar públicament la intenció, integració i desenvolupament inicial d'altres dispositius habilitats, els quals serien els primers dispositius "Smart Home" connectats a internet.
Vosi necessitava un mitjà per a que el sistema es comuniqués sense una connexió per cable des dels dispositius a la xarxa, raó per la qual Bluetooth va ser el mètode de comunicació escollit, degut a queen aquell moment la Wi-Fi encara no estava disponible ni era compatible en el mercat públic, Vosi havia començat a desenvolupar el sistema i alguns dispositius connectats a internet, un dels quals estava destinat a ser un dispositiu de sobretaula anomenat Vosi Symphony, que aniria connectat a la xarxa amb Bluetooth.A través de les negociacions amb Motorola, Vosi va poder presentar i revelar la seva intenció d'aconseguir integrar el Bluetooth als seus dispositius. A principis de la dècada dels 2000, es va produir una batalla legal entre Vosi i Motorola, que va suspendre definitivament el llançament dels dispositius. Posteriorment, Motorola ho va implementar als seus dispositius, la qual cosa va iniciar la propagació del Bluetooth al mercat públic, degut a la seva gran participació i importància al mercat en aquell moment.

## Utilitats i aplicacions

### Utilitats
Des del punt de vista dels ordinadors de butxaca, és útil per a imprimir, connectar a Internet i enviar missatges, imatges o fax amb el telèfon mòbil o un altre ordinador. En cada cas caldrà disposar d'una impressora, telèfon mòbil o ordinador que disposi d'una connexió Bluetooth.
També permet connectar l'ordinador de butxaca a uns auriculars, un lector de MP3, una càmera de fotos o un aparell GPS, per exemple. Un dels avantatges per a un usuari d'ordinadors de butxaca, per exemple, és poder fer servir els mateixos auriculars per al telèfon mòbil que per a escoltar MP3.
El SIG ha intentat impulsar que els dispositius tècnics que permeten incloure aquesta connexió tinguessin un preu molt assequible, baix consum i fossin aparells petits. El preu actual d'un xip que permet incloure aquesta connexió ronda els 5 Euros. A mesura que és més fàcil aconseguir-lo, el preu dels xips ha anat baixant.
Això fa que cada cop més els telèfons d'alta i mitja gamma inclouen de sèrie aquesta connexió sense fil. Si els aparells portàtils segueixen disminuint de mida, i les necessitats de connexió entre ells augmenta, aquesta tecnologia té més probabilitats de consolidar-se.
Cada cop més ordinadors de butxaca, telèfons mòbils, impressores i ordinadors disposen de connexió Bluetooth.

### Llistat d'aplicacions
- Connexió sense cables via OBEX
- Transferència de fitxes de contactes, cites i recordatoris entre dispositius via OBEX.
- Reemplaçament de la comunicació tradicional per cable entre equips GPS i equipament mèdic.
- Controls remots (tradicionalment dominat per l'infraroig)
- Enviar petites publicitats des anunciants a dispositius amb Bluetooth. Un negoci podria enviar publicitat a telèfons mòbils que el seu Bluetooth (els usuaris que el posseeixin) estigués activat a el passar prop d'ells
- Les consoles Sony PlayStation 3, PlayStation 4, Microsoft Xbox 360, Xbox One, Wii U i Nintendo Switch incorporen Bluetooth, la qual cosa els permet utilitzar comandaments sense fils, encara que el Gamepad original de Wii U es connecta a la consola mitjançant Wi-Fi i els comandaments de la Wii utilitzen tecnologia infraroja per la funció de punter a la pantalla.

## Classificació
Es denomina Bluetooth al protocol de comunicacions dissenyat especialment per a disositius de baix consum, que requereixen un curt abast d'emissió i estan basats en transceptors de baix cost.
Els dispositius que incorporen aquest protocol poden comunicar-se entre si quan es troben dins l'abast o radi possible. Les comunicacions es realitzen per radiofreqüència, de manera que els dispositius no han d'estar alineats i poden fins i tot estar en habitacions separades si la potència de transmissió és suficient. Aquests dispositius es classifiquen com a "Classe 1", "Classe 2", "Classe 3" o "Classe 4" en referència a la seva potència de transmissió.
| Classe   | Potència màxima permesa (mW) | Potencia màxima permesa (dBm) | Abastament (aproximat) |
| -------- | ---------------------------- | ----------------------------- | ---------------------- |
| Classe 1 | 100 mW                       | 20 dBm                        | ~100 metres            |
| Classe 2 | 2.5 mW                       | 4 dBm                         | ~5-10 metres           |
| Classe 3 | 1 mW                         | 0 dBm                         | ~1 metre               |
| Classe 4 | 0.5 mW                       | -3 dBm                        | ~0.5 metres            |

En la majoria dels casos, la cobertura efectiva d'un dispositiu de classe 2 s'estén quan es connecta a un transceptor de classe 1. Això és així gràcies a la major sensibilitat i potència del dispositiu de classe 1, és a dir, la major potència de transmissió del dispositiu de classe 1 permet que la senyal arribi amb suficient energia fins al de classe 2. Per altra banda, la major sensibilitat del dispositiu de classe 1 permet rebre la senyal de l'altre tot i ser més dèbil.
Els dispositius amb Bluetooth també poden classificar-se segons la seva capacitat de canal:
| Versió           | Amplada de banda (BW) |
| ---------------- | --------------------- |
| Versió 1.2       | 1 Mbit/s              |
| Versió 2.0 + EDR | 3 Mbit/s              |
| Versió 3.0 + HS  | 24 Mbit/s             |
| Versió 4.0       | 32 Mbit/s             |
| Versió 5         | 50 Mbit/s             |

### Perfils Bluetooth
Per a utilitzar Bluetooth, un dispositiu ha d'implementar algun dels perfils Bluetooth. Aquests, defineixen l'ús del canal Bluetooth, i també canalitzen el dispositiu que s'hi vulgui vincular.

## Tecnologia
Treballa en una banda lliure de l'espectre electromagnètic, per a la qual no cal llicència (a 2.45 GHz). La velocitat de transmissió teòrica és d'1 Mbps (versió 1.x) tot i que la màxima en un sol sentit amb una connexió asíncrona és de 720 Kbps.
El Bluetooth porta incorporat diverses mesures de seguretat.
A més de les versions prototip, hi ha hagut tres versions aprovades del protocol, la versió 1.0, amb molts errors d'interoperabilitat, la versió 1.1, que va solucionar els principals problemes de la versió anterior, i la versió 1.2, més orientada a multimèdia i que millora la fiabilitat i la seguretat. Cada nova versió és compatible endarrere, és a dir, permet connectar amb tots els dispositius de les versions anteriors, en les condicions que aquests necessitin. La nova versió 2.0 es va publicar a principis del 2006 i millora la velocitat de transmissió fins a 3 Mbps aplicant EDR (Enhanced Data Rate).
El nom adoptat pel IEEE de l'estàndard és 802.15.1.
Es tracta d'un estàndard obert, tot i que els seus drets pertanyen al grup SIG i, per tant, ningú que no hi pertanyi pot construir un aparell amb la seva funcionalitat.

### Consum
Un dels avantatges dels xips amb tecnologia bluetooth és el seu baix consum. Per exemple, un xip Wi-Fi consumeix típicament cap a 7 watts, i un de bluetooth classe 2 (típicament un mòbil) cap a 2.5 miliwatts, menys d'una mil·lèsima part.

## Versions segons la seva capacitat de canal
| 1.1                                                                                        | 1.2 | 2.0 + EDR | 2.1 + EDR                                                         | 3.0 + HS                                                                | 4.0 + LE | 4.1                                                        | 4.2                                                            | 5 |
| ------------------------------------------------------------------------------------------ | --- | --- | ----------------------------------------------------------------- | ----------------------------------------------------------------------- | --- | ---------------------------------------------------------- | -------------------------------------------------------------- | --- |
| - Ratificat a IEEE Standard 802.15.1–2002 - Possibilitat de no encriptar el canals. - RSSI | - Ratificat a IEEE Standard 802.15.1–2005 - AFH : Espectre eixamplat per salt de freqüència - Velocitat transmissió : 721 kbit/s | - Publicat el 2004. - Enhanced Data Rate (EDR) : major velocitat de transmissió. : 3 Mbit/s - Modulacions : - GFSK i PSK (π/4-DQPSK i 8DPSK.) | - Adoptat el 26 de juliol del 2007. - secure simple pairing (SSP) | - Adoptat el 21 d'abril del 2009 - Velocitat de transmissió : 24 Mbit/s | - Adoptat el 30 de juny del 2010 - Baix consum enegètic : Bluetooth LE - Encriptació AES Advanced Encryption Standard | - Adoptat 4 de desembre del 2003. - Millores d'usabilitat. | - Adoptat 2 de desembre del 2015. - Perfil Protocol d'Internet | - Adoptat 16 de juny del 2016. - Major abast (x4) i major potència emissió (x2). - Velocitat de transmissió : 2 Mbit/s |

| 5.1 |
| --- |
| - Presentat el 21 de gener del 2019. - Noves funcionalitats de geolocalització : Angle d'Arribada (AoA) i Angle de Partida (AoD). - Millores en el canal de Difusió. |

## Especificacions i novetats
La utilitat Bluetooth va ser desenvolupada, com a substitució del cable, el 1994 per Jaap Haartsen i Mattisson Sven, els quals estaven treballant per a Ericsson a Lund (Suècia) i es basa en la tecnologia de salts de freqüència d'ampli espectre. En els seus inicis, la tecnologia Bluetooth podia transmetre dades a una velocitat de 720 kbs, i tot i que avui en dia sembli molt limitada, és una capacitat increíble per a la dècada dels noranta. Després de més de dues dècades de millores, els diferents tipus de Bluetooth han arribat a comptar amb velocitats de fins a 50Mbs. Un altre dels aspectes que ha millorat molt és el rang de connexió; Bluetooth ha passat de funcionar en distàncies menors a 1 metre a actualment arribar a assolir distàncies de més de 100 metres.
Les prestacions van ser publicades pel Bluetooth Special Interest Group (SIG), i les van anunciar formalment el 20 de maig de 1998. Actualment, totes les versions dels estàndards de Bluetooth estan dissenyades per a la retro compatibilitat, la qual cosa permet que l'últim estàndard pugui cobrir totes les versions anteriors.

### Bluetooth v1.0 i v1.kb
Les versions 1.0 i 1.kb han tingut molts problemes, i els fabricants tenien dificultats per a poder fer els seus productes operables entre ells. Aquestes versions inclouen de forma obligatòria en el maquinari la direcció del dispositiu Bluetooth (BD_ADDR) en la transmissió (a nivell de protocol, l'anonimat es fa impossible), la qual cosa va ser un punt en contra per alguns serveis que tenien previst fer-ne ús.

### Bluetooth v1.1 (2002)
- Ratificat com estàndard IEEE 802.15.1-2002.[24]
- Es van corregir molts errors en les especificacions 1.0b
- Es va afegir suport per a canals no xifrats
- Indicador de senyal rebuda (RSSI)

### Bluetooth v1.2 (2003)
Aquesta versió és compatible amb USB 1.1 i les principals millores són les següents:
- Una connexió més ràpida i "Discovery" (detecció d'altres dispositius Bluetooth)
- Salt de freqüència adaptable d'espectre ampliat (AFH o Adaptive Frequency-hopping, en anglès), que millora la resistència a les interferències de radiofreqüència, evitant l'ús de les freqüències de ple en la seqüència de salts.
- A la pràctica, millor velocitat de transmissió que en la versió v1.1, de fins a 721 kbit/s[25]
- Connexions Sincròniques esteses (ESCO), que milloren la qualitat de la veu dels enllaços d'àudio al permetre la retransmissió de paquets corruptes, i, opcionalment, pot augmentar la latència d'àudio per a proporcionar un millor suport per a la transferència de dades simultània
- Host Controller Interface (HCI), amb el recolzament a tres fils UART.
- Ratificat com a estàndard IEEE 802.15.1-2005[26]
- Introducció del control de fluxe i els modes de retransmissió de L2CAP.

### Bluetooth v2.0 + EDR (2004)
Aquesta versió de l'especificació Core Bluetooth es va llançar al mercat l'any 2004, i és compatible amb la versió anterior, la 1.2. La principal diferència està en la introducció d'una taxa de dades millorada (EDR: Enhanced Data Rate, en anglès) per accelerar la transferència de dades. La taxa nominal de EDR és de 3 Mbit/s, encara que la taxa de transferència de dades pràctica sigui de 2,1 Mbit/s. EDR utilitza una combinació de modulació per desplaçament de freqüència gausiana o GFSK (Gaussian Frequency Shift Keying, en anglès) i modulació per desplaçament de fase o PSK (Phase Shift Keying, en anglès) amb dues variants, π/4-DQPSK y 8DPSK. EDR pot proporcionar un menor consum d'energia a través d'un cicle de treball reduït.
L'especificació es publica com "Bluetooth v2.0 + EDR", la qual cosa implica que EDR és una característica opcional. A banda d'EDR, hi ha altres petites millores en l'especificació 2.0, i els productes poden anunciar el compliment de Bluetooth v2.0 sense la necessitat d'incloure la major taxa de dades. Hi ha dispositius comercials que s'anuncien "sense EDR Bluetooth v2.0" en la seva fitxa tècnica.

### Bluetooth v2.1 + EDR (2007)
La versió 2.1 de l'especificació Bluetooth Core + EDR és totalment compatible amb la versió 1.2, i va ser impulsada pel Bluetooth SIG (Bluetooth Special Interest Group) el 26 de juliol de l'any 2007.
La funció de titular de la versió 2.1 és Secure Simple pairing (SSP): es millora l'experiència d'aparellament de dispositius Bluetooth, mentre que també n'augmenta l'ús i la força de seguretat.
Aquesta versió també permet a altres millores, inclosa la "resposta d'àmplia investigació" (EIR), que s'encarrega de proporcionar més informació durant el procediment d'investigació per permetre un millor filtratge dels dispositius abans de la connexió, i detectar el que el SIG anomena subrating, la qual cosa redueix el consum d'energia en mode de baix consum.

### Bluetooth v3.0 + HS xxx (2009)
La versió 3.0 + HS de l'especificació Core Bluetooth va ser aprovada pel Bluetooth SIG el 21 d'abril de 2009. El bluetooth 3.0 + HS suporta velocitats teòriques de transferència de dades de fins a 24 Mbit/s entre si, tot i que pròpiament dit no ho fa a través de l'enllaç Bluetooth. La connexió Bluetooth nativa s'utilitza per a la negociació i l'establiment, mentre que el tràfic de dades d'alta velocitat es realitza mitjançant un enllaç 802.11.
La seva principal novetat és AMP (Alternate MAC / PHY), l'addició de 802.11 com a transport d'alta velocitat. Inicialment, estaven previstes dues tecnologies per incorporar a AMP : 802.11 i UWB, però finalment UWB es va descartar i no es troba a l'especificació.
En l'especificació, la incorporació de la transmissió a alta velocitat no és obligatòria i, per tant, els dispositius marcats amb "+ HS" incorporen l'enllaç 802.11 d'alta velocitat de transferència de dades. Un dispositiu Bluetooth 3.0, sense el sufix "+ HS" no suporta una alta velocitat, sinó que només admet una característica introduïda en Bluetooth 3.0 + HS (o en CSA1) .
Alternativa MAC / PHY, que permet l'ús d'alternatives MAC i PHY per al transport de dades de perfil Bluetooth. La ràdio Bluetooth es fa servir per a la detecció de dispositius, la connexió inicial i configuració del perfil, però, quan s'han d'enviar grans quantitats de dades, s'utilitza PHY MAC 802.11 (en general associats amb Wi-Fi) per a transportar les dades. Això vol dir que el mode de baixa energia de la connexió Bluetooth s'utilitza quan el sistema està inactiu, i la ràdio 802.11 quan es necessiten enviar grans quantitats de dades.

#### Unicast de dades sense connexió
Són dades dels permisos de servei per a ser enviat, sense establir un canal L2CAP explícit.Serveix en aplicacions que requereixen baixa latència entre l'acció de l'usuari i la reconnexió o transmissió de dades. Això només és adequat per a petites quantitats de dades, i té un control d'energia millorada.
Actualització de la funció de control de potència per eliminar el control de llaç obert d'energia i també per aclarir les ambigüitats en el control d'energia presentat pels esquemes de modulació nou, afegit per EDR. Control de potència millorada, elimina les ambigüitats mitjançant l'especificació de la conducta que s'espera. Aquesta característica també afegeix control de potència de bucle tancat. A més, s'ha introduït la sol·licitud per "anar directament a la màxima potència". Amb això, s'espera abordar el tema de la pèrdua d'enllaç amb auriculars, que normalment s''observa quan un usuari posa el seu telèfon en una butxaca al costat oposat als auriculars.
L'alta velocitat (AMP), característica de la versió 3.0 de Bluetooth es basa en 802.11, però el mecanisme d'AMP es va dissenyar per ser utilitzat també amb altres radis. Originalment, va ser pensat per a UWB, però la WiMedia Alliance, va anunciar el març de 2009 que se'n va fer la dissolució. El 16 de març de 2009, la WiMedia Alliance va anunciar que anava a signar un acord de transferència de tecnologia per a la WiMedia Ultra-Wideband (UWB). WiMedia ha transferit totes les especificacions actuals i futures, fins i tot el treball sobre el futur d'alta velocitat i l'optimització de les implementacions d'energia, el Bluetooth Special Interest Group (SIG), Wireless USB Promotor Group i el Fòrum de implementadors USB. Després de la finalització amb èxit de la transferència de tecnologia, màrqueting i qüestions administratives, la WiMedia Alliance deixarà d'operar.
A l'octubre de 2009, el Bluetooth Special Interest Group va suspendre el desenvolupament de UWB com a part de l'alternativa MAC/PHY, Bluetooth 3.0 + HS solution. Un nombre petit, però significatiu, d'antics membres de WiMedia no tenien i no anaven a signar acords necessaris per a la transferència de propietat intel·lectual. El SIG de Bluetooth es troba ara en el procés d'avaluar altres opcions per al seu pla d'acció a llarg termini.

### Blueetooth v4.0 (2010)
El SIG de Bluetooth va completar l'especificació del Nucli de Bluetooth en la seva versió 4.0, que inclou el Bluetooth clàssic, el Bluetooth d'alta velocitat i els protocols Bluetooth de baix consum. ElBbluetooth d'alta velocitat es basa en Wi-Fi, i el Bluetooth clàssic consta de protocols Bluetooth preexistents. Aquesta versió va ser adoptada el 30 de juny de 2010. El Bluetooth de baixa energia (Bluetooth Low Energy o BLE) és un subconjunt de Bluetooth v4.0 amb una pila de protocol completament nova per desenvolupar ràpidament enllaços senzills. Com a alternativa als protocols estàndard de Bluetooth que es van introduir de la versió Bluetooth v1.0 a la v4.0, aquesta última apunta a aplicacions de molt baixa potència alimentades amb una pila de botó. Dissenys de xips permeten dos tipus d'implementació, de manera dual, de manera única i versions anteriors millorades.
- En implementacions de manera única només s'inclou la pila de protocol de baixa energia. CSR,[35] Nordic Semiconductor[36] i Texas Instruments[37] han donat a conèixer només les solucions del mode Bluetooth de baixa energia.
- Té una velocitat d'emissió i transferència de dades de 32 Mb/s.
- S'integra la funcionalitat de Bluetooth de baix consum en un controlador Bluetooth clàssic existent en implementacions de manera dual. Durant el mes de març de l'any 2011 els següents fabricants de semiconductors han anunciat la disponibilitat de xips que compleixen aquesta norma: Atheros, CSR, Broadcom[38][39] i Texas Instruments. L'arquitectura resultant comparteix la ràdio i funcionalitats del Bluetooth clàssic, resultant en un increment de cost menyspreable comparat amb el Bluetooth clàssic.

El 12 de juny de 2007, Nokia i Bluetooth SIG van anunciar que Wibree formaria part de l'especificació Bluetooth, com una tecnologia Bluetooth de molt baix consum.
El 17 de desembre de 2009, el Bluetooth SIG va adoptar la tecnologia Bluetooth de baix consum com el tret distintiu de la versió 4.0. Els noms provisionals Wibree i Bluetooth ULP (Ultra Low Power) van ser abandonats i el nom BLE es va utilitzar durant un temps. A finals de 2011, es van presentar els nous logotips "Smart Bluetooth Ready" per als amfitrions i "Smart Bluetooth" per als sensors com la cara pública general de BLE.

### Bluetooth v5.0 (2016-2017)
A mitjan de 2016, el Bluetooth Special Interest Group (SIG) anuncia l'arribada de Bluetooth 5 per a finals de l'any 2016 o principis de 2017 a la seva pàgina oficial www.bluetooth.com. Afirmen que tindrà el doble de velocitat, millor fiabilitat i rang de cobertura; a més que comptarà amb 800% més capacitat que la seva versió anterior

### Bluetooth v5.1 (2019)
El gener de 2019 es va presentar la versió 5.1. Entre les principals novetats que presenta hi ha la possibilitat de saber la ubicació d'altres dispositius als quals estiguin connectats. Aquesta detecció no serà 100% precisa com el cas del GPS, però sí que podrà determinar una ubicació amb un marge d'uns quants centímetres.

### Bluetooth v5.2 (2020)
El 6 de gener de 2020 el Bluetooth Special Interest Group va presentar la versió 5.2 del protocol Bluetooth amb millores importants en la manera de funcionar de la radiofreqüència Bluetooth LE (Low Energy). Entre altres novetats, es presenta el nou perfil EATT (Enhanced Attribute Protocol, en anglès), el qual millora el rendiment quan hi ha diversos dispositius BLE connectats de forma simultània; també s'augmenta la seguretat al fer les connexions xifrades per defecte sota el perfil EATT; també es disminueix el consum i s'augmenta l'estabilitat del senyal al permetre optimitzar dinàmicament la potència de la transmissió (LI Power Control); per acabar, es permet enviar àudio sincronitzat a múltiples dispositius de manera sincronitzada (LI Isochronous Channels).

## Informació electrònica
L'especificació de Bluetooth defineix un canal de comunicació a un màxim de 720 kbit/s (1 Mbit/s de capacitat bruta) amb un rang òptim de 10 metres (opcionalment 100 metres, fent servir repetidors).
Opera en la freqüència de radi de 2,4 a 2,48 GHz amb àmpli espectre i salts de freqüència, amb la possibilitat de transmetre en full duplex, amb un màxim de 1600 salts per segon. Els salts de freqüència tenen lloc entre un total de 79 freqüències, amb intèrvals d'1 MHz; això, permet donar seguretat i robustesa.
Per aconseguir assolir l'objectiu de baix consum i baix cost, es va idear una solució que es pot implementar en un sol xip, fent servir circuits CMOS. D'aquesta manera, es va aconseguir crear una solució de 9x9 mm i que consumeix aproximadament un 97% menys d'energia que un telèfon mòbil comú.
El protocol de banda base (canals simples per línia) combina commutació de circuits i paquets. Per assegurar que els paquets no arribin fora d'ordre, els slots poden ser reservats per paquets sincrònics, utilitzant un salt diferent de senyal per cada paquet. La commutació de circuits pot ser sincrònica o asincrònica; cada canal permet suportar tres canals de dades sincrònicques (veu), o un canal de dades sincrònic i un altre asincrònic. També, cada canal de veu pot suportar una taxa de transferència de 54 kbit/s en cada sentit, la qual ja és suficient per la transmissió de veu. Un canal asincrònic pot transmetre com a molt 721 kbit/s en una direcció i 56 kbit/s en la direcció oposada. No obstant això, una connexió sincrònica pot suportar 432,6 kbit/s en ambdues direccions si l'enllaç és simètric.

## Implantació
En l'actualitat [Quan?] gairebé tots els ordinadors de butxaca, ordinadors portàtils i telèfons mòbils nous són compatibles amb tecnologia bluetooth de sèrie.
Molts fabricants de cotxes inclouen també com a opció l'equipament de mans lliures basat en bluetooth, sovint acompanyat de control per veu, ja que és una opció més còmoda que el mans lliures tradicionals perquè no cal fer cap connexió ni prémer cap botó per començar a fer servir el mans lliures.